# Gamasellus yastrebtsovi
Gamasellus yastrebtsovi är en spindeldjursart som beskrevs av Vinnik 1993. Gamasellus yastrebtsovi ingår i släktet Gamasellus och familjen Ologamasidae. Inga underarter finns listade i Catalogue of Life.